# Partamona seridoensis
Partamona seridoensis är en biart som beskrevs av José Gomes Pedro och Camargo 2003. Partamona seridoensis ingår i släktet Partamona och familjen långtungebin. Inga underarter finns listade i Catalogue of Life.